# Clasificación para la Copa Mundial de Fútbol

Mapa con las asociaciones de fútbol afiliadas de la FIFA, coloreadas de acuerdo a su confederación. A menos que se encuentren sancionadas por la FIFA, todos los países indicados pueden participar en la fase clasificatoria de la Copa Mundial.

La clasificación para la Copa Mundial de Fútbol es el proceso realizado previo a cada una de las Copas Mundiales de Fútbol organizadas por la FIFA en el que se determinan los equipos participantes de dicho evento. El proceso clasificatorio se ha realizado de diferentes formas desde la Copa Mundial de Fútbol de 1934, cuya fase final se disputó en Italia. Con el paso de los años, el número de equipos inscritos ha aumentado, llegando a 209 para 32 cupos en 2018. Para la elección del Mundial del 2026, el torneo será el primero en incorporar 48 equipos, luego de que la FIFA aprobase la expansión de los habituales 32 equipos en el mes de enero de 2017.
La clasificación mundialista es organizada por la FIFA en conjunto con cada una de las seis confederaciones continentales del mundo, las cuales determinan el formato del torneo disputado por los equipos miembros de cada confederación. Las seis confederaciones continentales existentes en la actualidad y sus torneos clasificatorios son:
- AFC (Asian Football Confederation, Confederación Asiática de Fútbol) - Clasificación de AFC
- CAF (Confédération Africaine de Football, Confederación Africana de Fútbol) - Clasificación de CAF
- Concacaf (Confederation of North, Central American and Caribbean Association Football, Confederación de Fútbol de Norte, Centroamérica y el Caribe) - Clasificación de Concacaf
- Conmebol (Confederación Sudamericana de Fútbol) - Clasificación de Conmebol
- OFC (Oceania Football Confederation, Confederación de Fútbol de Oceanía) - Clasificación de OFC
- UEFA (Union des associations européennes de football, Unión Europea de las Asociaciones Nacionales) - Clasificación de UEFA

Previo a la realización de cada Copa Mundial, la FIFA determina el número de representantes de cada confederación en la fase final acorde a diversas consideraciones deportivas, históricas e incluso políticas. Además, la FIFA puede entregar ciertos cupos a los equipos ganadores de procesos con representantes intercontinentales, denominados reclasificación, repechaje, repesca o play-offs.
Los equipos anfitriones de la fase final tienen derecho de clasificación automática. Un derecho similar tuvo el equipo ganador del torneo previo entre 1938 y 2002.

## Historia

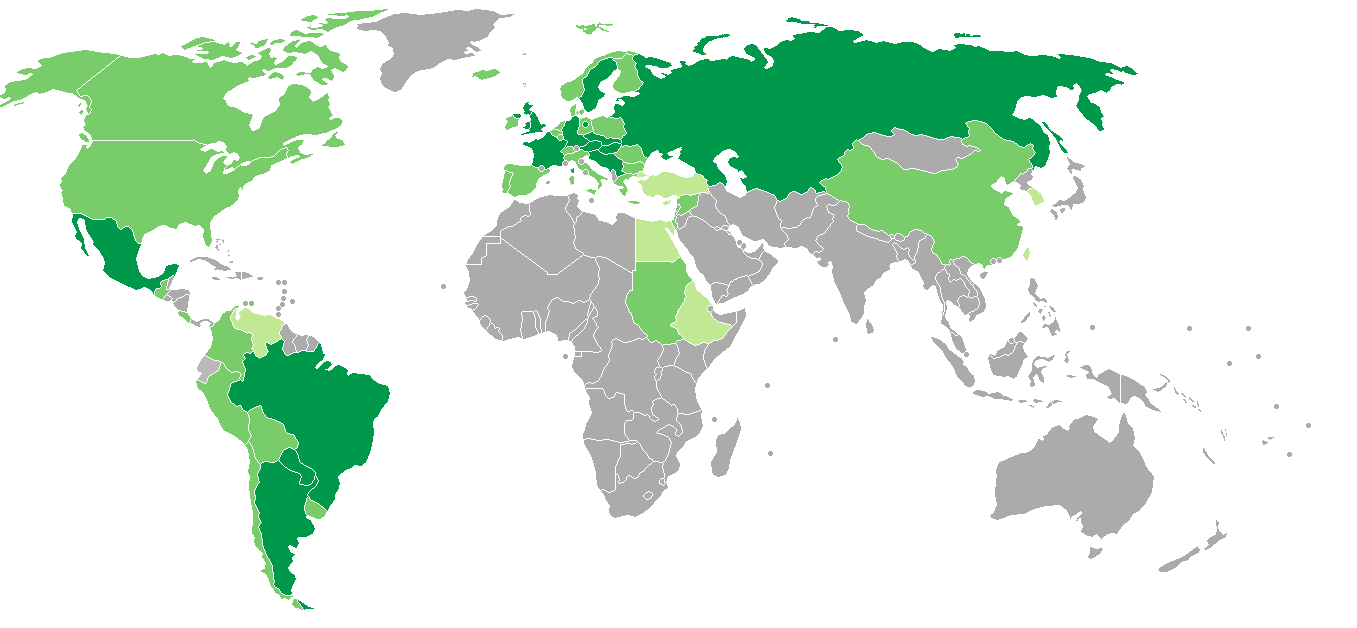
Países participantes en las clasificatorias de la Copa Mundial de Fútbol de 1958.

Para la Copa Mundial de Fútbol de 1930, todos los equipos miembros de la FIFA hasta ese momento fueron invitados directamente por el Comité Organizador. Sin embargo, el boicot realizado por gran parte de los equipos europeos sumado al costoso viaje que debían realizar los deportistas dejaron solo 13 competidores en el evento. A pesar de ello, el primer Mundial fue un éxito, por lo que para la Copa Mundial de Fútbol de 1934 decenas de asociaciones (principalmente europeas) decidieron participar en el torneo.
En el primer proceso clasificatorio se inscribieron 32 equipos. El campeón defensor, Uruguay rechazó participar mientras Italia participó en el proceso clasificatorio, siendo la única vez en la historia en que el equipo anfitrión lo hace. A pesar del entusiasmo inicial, algunos equipos abandonaron la competición quedando al final solo 27 equipos, de los cuales se clasificaron 16 a la fase final. El último partido del proceso, en que se enfrentaron México y los Estados Unidos por el único cupo norteamericano se realizó días antes del inicio del Mundial, en el Stadio Nazionale de Roma.
La clasificatoria a la Copa Mundial de Fútbol de 1938 sufrió de aún más ausencias y deserciones debido al clima bélico que antecedió a la Segunda Guerra Mundial, como China, Japón y España, y al boicot realizado por los equipos americanos tras la elección de una sede europea, pese al compromiso inicial de rotación entre ambos continentes. De los 37 equipos iniciales, solo 21 participaron en el torneo clasificatorio que eligió a los 14 equipos que acompañaron en la fase final a los campeones defensores y a los locales, quienes por primera vez disfrutaron de ese derecho. Sin embargo, el torneo contó además con el abandono de Austria luego que dicho país fuera anexado por la Alemania Nazi.
La Copa Mundial de Fútbol de 1950 fue la primera copa de la posguerra. Aunque los conflictos bélicos ya habían cesado, los retiros de naciones participantes no se detuvieron. Ante la renuncia de diversos seleccionados, la clasificatoria sudamericana fue suspendida y los cuatro equipos inscritos (Bolivia, Chile, Paraguay y Uruguay) clasificaron de inmediato. Los cuatro participantes de la clasificatoria asiática también renunciaron, mientras que los fuertes equipos de Europa del Este ni siquiera se inscribieron. Por otro lado, los cuatro combinados de los países constituyentes del Reino Unido se inscribieron por primera vez en la competencia. Inglaterra clasificó primera en su grupo por sobre Escocia. Sin embargo, los escoceses rechazaron participar en el torneo pese a que el segundo lugar les daba el pase a la ronda final. Finalmente, el torneo contó con 13 de los 16 equipos originales.
Para la Copa Mundial de Fútbol de 1954 organizada en Suiza, participaron por primera vez los seleccionados de Alemania y Japón, previamente expulsados tras la guerra. Los germanos, quienes serían los campeones del torneo, lograron clasificarse al derrotar a Noruega y al estado alemán semiindependiente del Sarre, en su única participación en la Copa Mundial. Por otro lado, Brasil, Chile y Paraguay disputaron por primera vez una clasificatoria en Sudamérica, luego de las repetidas deserciones en eventos anteriores. Debido a la falta de métodos de desempate en la época (como la definición por penales), hubo sorpresa cuando Turquía eliminó a España debido al lanzamiento de una moneda tras empatar en el partido definitorio jugado en Roma.
En la clasificatoria de la Copa Mundial de Fútbol de 1958 aumentaron los participantes de 33 a 46 equipos. Por única vez, los cuatro equipos británicos clasificaron después de que Irlanda del Norte derrotara a la poderosa Italia y Gales obtuviera un cupo especial al derrotar a Israel, después de que todos los rivales del grupo afroasiático desertaran.
Chile fue la sede de la Copa Mundial de Fútbol de 1962, en cuyo proceso clasificatorio participaron 49 equipos. Nuevamente, no clasificaron equipos de Asia o África, especialmente debido a la negativa de la FIFA de aplazar ciertos partidos para evitar la temporada de monzones. Para evitar la suerte que corrió España ocho años antes, la FIFA decidió instalar el promedio de goles para definir al clasificado en caso de empate en puntos, aunque años más tarde fue reemplazado por la diferencia de goles.

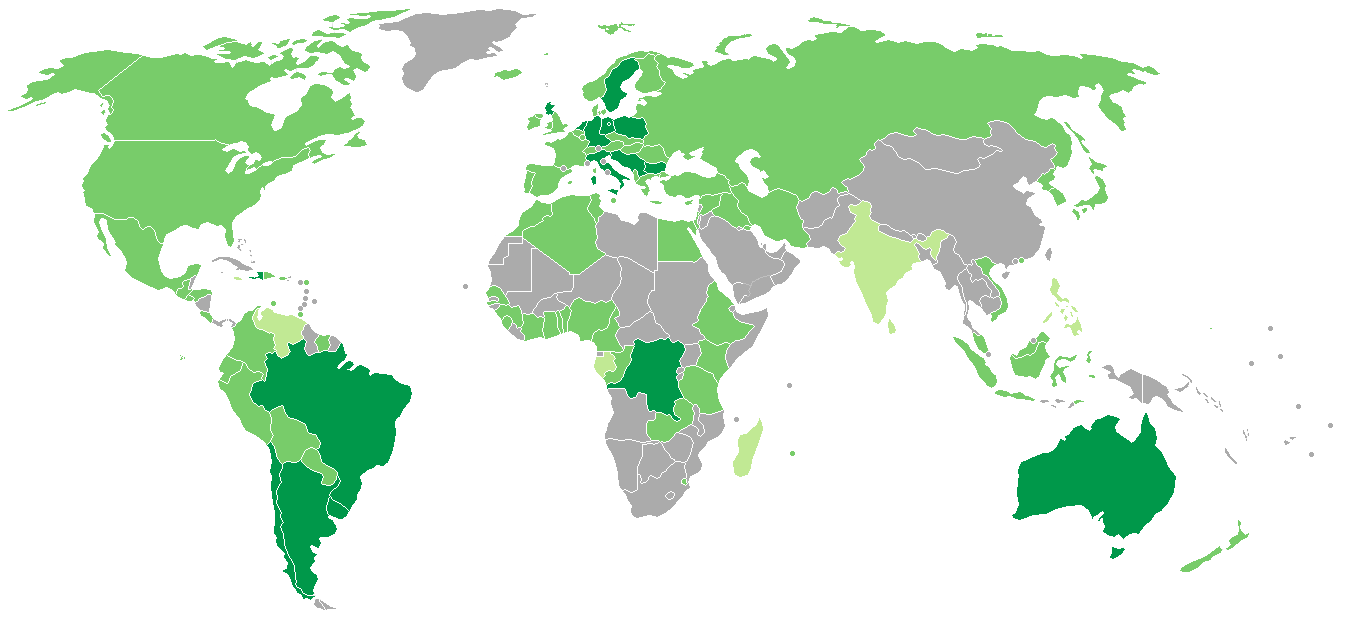
Países participantes en las clasificatorias de la Copa Mundial de Fútbol de 1974.

Debido a la serie de procesos independentistas que se desarrollaron durante los años 1960 a lo largo del mundo, principalmente en el Caribe, África y Asia, el número de participantes en las clasificatorias mundialistas se incrementó rápidamente. Para la Copa Mundial de Fútbol de 1966 se inscribieron 74 equipos, pero 21 se retiraron como forma de protesta luego de que la FIFA asignara solo 1 cupo para los equipos provenientes de Asia y África.
Para la Copa Mundial de Fútbol de 1970 hubo 68 equipos que disputaron 175 partidos clasificatorios, superando los 127 del evento previo. Esta expansión siguió para el Mundial de 1974, cuando se alcanzaron los 99 países inscritos. Durante el proceso clasificatorio se destacó la descalificación de la Unión Soviética, al rechazar enfrentarse a Chile como protesta por el golpe de Estado en dicho país.
Durante las clasificatorias para el Mundial de 1978, se disputó por primera vez una tanda de penales para desempatar un encuentro, precedente que se mantiene hasta el día de hoy. El ingreso de 107 países inscritos en 1978 para disputarse 16 cupos fue una de las razones por las que el torneo de 1982 aumentara a 24 plazas. Con la expansión del torneo se produjo un aumento en la participación de equipos de otros continentes que comenzaron a jugar un rol cada vez más importante en la Copa Mundial.
Pasada la creciente participación de equipos provenientes de África y Asia, una ola de nuevos equipos surgió luego del fin de la Guerra Fría y la desintegración de territorios multinacionales como la Unión Soviética, Yugoslavia y Checoslovaquia. Si en la Copa Mundial de Fútbol de 1990 se inscribieron 116 equipos, en 1994 esta cifra se elevó a 147 y ya para 1998 llegó a 174; en 1998 se produjo un nuevo aumento en los cupos de la fase final, de 24 a 32.
Para la Copa Mundial de Fútbol de 2006, realizada en Alemania, se inscribieron 198 equipos entre los que se contaba el campeón del anterior mundial, luego del fin del derecho de clasificación automática ese mismo año. Esta cifra (una menos que 2002) equivale a que la mayoría de los países y territorios de todo el planeta participan activamente en el torneo. Para la Copa Mundial de Fútbol de 2010, la cifra de participantes en la fase clasificatoria fue de 204 seleccionados, aunque 5 se retiraron sin jugar un solo partido. Para las próximas clasificatorias para la Copa Mundial de Fútbol de 2026 se aumentará de 32 a 48 equipos participantes en la fase final, por lo que los formatos preliminares por confederación podrían variar.

## Clasificación de UEFA para la Copa Mundial de Fútbol
| País                 | Part. | Mundiales |
| -------------------- | ----- | --- |
| Alemania             | 20    | 1934, 1938, 1954, 1958, 1962, 1966, 1970, 1974, 1978, 1982, 1986, 1990, 1994, 1998, 2002, 2006, 2010, 2014, 2018, 2022. |
| Italia               | 18    | 1934, 1938, 1950, 1954, 1962, 1966, 1970, 1974, 1978, 1982, 1986, 1990, 1994, 1998, 2002, 2006, 2010, 2014.             |
| Francia              | 16    | 1930, 1934, 1938, 1954, 1958, 1966, 1978, 1982, 1986, 1998, 2002, 2006, 2010, 2014, 2018, 2022.                         |
| Inglaterra           | 16    | 1950, 1954, 1958, 1962, 1966, 1970, 1982, 1986, 1990, 1998, 2002, 2006, 2010, 2014, 2018, 2022.                         |
| España               | 16    | 1934, 1950, 1962, 1966, 1978, 1982, 1986, 1990, 1994, 1998, 2002, 2006, 2010, 2014, 2018, 2022.                         |
| Bélgica              | 14    | 1930, 1934, 1938, 1954, 1970, 1982, 1986, 1990, 1994, 1998, 2002, 2014, 2018, 2022.                                     |
| Serbia               | 13    | 1930, 1950, 1954, 1958, 1962, 1974, 1982, 1990, 1998, 2006, 2010, 2018, 2022.                                           |
| Suecia               | 12    | 1934, 1938, 1950, 1958, 1970, 1974, 1978, 1990, 1994, 2002, 2006, 2018.                                                 |
| Suiza                | 12    | 1934, 1938, 1950, 1954, 1962, 1966, 1994, 2006, 2010, 2014, 2018, 2022.                                                 |
| Rusia                | 11    | 1958, 1962, 1966, 1970, 1982, 1986, 1990, 1994, 2002, 2014, 2018.                                                       |
| Países Bajos         | 11    | 1934, 1938, 1974, 1978, 1990, 1994, 1998, 2006, 2010, 2014, 2022.                                                       |
| Hungría              | 9     | 1934, 1938, 1954, 1958, 1962, 1966, 1978, 1982, 1986.                                                                   |
| República Checa      | 9     | 1934, 1938, 1954, 1958, 1962, 1970, 1982, 1990, 2006.                                                                   |
| Polonia              | 9     | 1938, 1974, 1978, 1982, 1986, 2002, 2006, 2018, 2022.                                                                   |
| Escocia              | 8     | 1954, 1958, 1974, 1978, 1982, 1986, 1990, 1998.                                                                         |
| Portugal             | 8     | 1966, 1986, 2002, 2006, 2010, 2014, 2018, 2022.                                                                         |
| Austria              | 7     | 1934, 1954, 1958, 1978, 1982, 1990, 1998.                                                                               |
| Bulgaria             | 7     | 1962, 1966, 1970, 1974, 1986, 1994, 1998.                                                                               |
| Rumania              | 7     | 1930, 1934, 1938, 1970, 1990, 1994, 1998.                                                                               |
| Dinamarca            | 6     | 1986, 1998, 2002, 2010, 2018, 2022.                                                                                     |
| Croacia              | 6     | 1998, 2002, 2006, 2014, 2018, 2022.                                                                                     |
| Irlanda del Norte    | 3     | 1958, 1982, 1986. |
| Noruega              | 3     | 1938, 1994, 1998. |
| Irlanda              | 3     | 1990, 1994, 2002. |
| Grecia               | 3     | 1994, 2010, 2014. |
| Turquía              | 2     | 1954, 2002. |
| Eslovenia            | 2     | 2002, 2010. |
| Gales                | 2     | 1958, 2022. |
| Alemania Democrática | 1     | 1974. |
| Ucrania              | 1     | 2006. |
| Eslovaquia           | 1     | 2010. |
| Bosnia y Herzegovina | 1     | 2014. |
| Islandia             | 1     | 2018. |

1. ↑  La FIFA considera que el equipo nacional de Alemania sucede a la selección de  Alemania Federal
2. ↑  La FIFA considera que el equipo nacional de Serbia sucede a la selección de  Yugoslavia y a la selección de  Serbia y Montenegro.
3. ↑  La FIFA considera que el equipo nacional de Rusia sucede a la selección de  Unión Soviética.
4. ↑  La FIFA considera que el equipo nacional de República Checa sucede a la selección de  Checoslovaquia.

## Clasificación de Conmebol para la Copa Mundial de Fútbol
| País      | Part. | Mundiales |
| --------- | ----- | --- |
| Brasil    | 23    | 1930, 1934, 1938, 1950, 1954, 1958, 1962, 1966, 1970, 1974, 1978, 1982, 1986, 1990, 1994, 1998, 2002, 2006, 2010, 2014, 2018, 2022, 2026. |
| Argentina | 19    | 1930, 1934, 1958, 1962, 1966, 1974, 1978, 1982, 1986, 1990, 1994, 1998, 2002, 2006, 2010, 2014, 2018, 2022, 2026.                         |
| Uruguay   | 14    | 1930, 1950, 1954, 1962, 1966, 1970, 1974, 1986, 1990, 2002, 2010, 2014, 2018, 2022.                                                       |
| Chile     | 9     | 1930, 1950, 1962, 1966, 1974, 1982, 1998, 2010, 2014.                                                                                     |
| Paraguay  | 8     | 1930, 1950, 1958, 1986, 1998, 2002, 2006, 2010.                                                                                           |
| Colombia  | 6     | 1962, 1990, 1994, 1998, 2014, 2018. |
| Perú      | 5     | 1930, 1970, 1978, 1982, 2018. |
| Ecuador   | 5     | 2002, 2006, 2014, 2022, 2026. |
| Bolivia   | 3     | 1930, 1950, 1994. |

## Clasificación de Concacaf para la Copa Mundial de Fútbol
| País              | Part. | Mundiales                                                                                                  |
| ----------------- | ----- | --- |
| México            | 18    | 1930, 1950, 1954, 1958, 1962, 1966, 1970, 1978, 1986, 1994, 1998, 2002, 2006, 2010, 2014, 2018, 2022, 2026 |
| Estados Unidos    | 12    | 1930, 1934, 1950, 1990, 1994, 1998, 2002, 2006, 2010, 2014, 2022, 2026                                     |
| Costa Rica        | 6     | 1990, 2002, 2006, 2014, 2018, 2022.                                                                        |
| Honduras          | 3     | 1982, 2010, 2014.                                                                                          |
| Canadá            | 3     | 1986, 2022, 2026                                                                                           |
| El Salvador       | 2     | 1970, 1982.                                                                                                |
| Cuba              | 1     | 1938. |
| Haití             | 1     | 1974. |
| Jamaica           | 1     | 1998. |
| Trinidad y Tobago | 1     | 2006. |
| Panamá            | 1     | 2018. |

## Clasificación de AFC para la Copa Mundial de Fútbol
| País                   | Part. | Mundiales                                                               |
| ---------------------- | ----- | ----------------------------------------------------------------------- |
| Corea del Sur          | 12    | 1954, 1986, 1990, 1994, 1998, 2002, 2006, 2010, 2014, 2018, 2022, 2026. |
| Japón                  | 8     | 1998, 2002, 2006, 2010, 2014, 2018, 2022, 2026.                         |
| Irán                   | 7     | 1978, 1998, 2006, 2014, 2018, 2022, 2026.                               |
| Arabia Saudita         | 6     | 1994, 1998, 2002, 2006, 2018, 2022.                                     |
| Australia              | 5     | 2010, 2014, 2018, 2022, 2026.                                           |
| Corea del Norte        | 2     | 1966, 2010.                                                             |
| Indonesia              | 1     | 1938.                                                                   |
| Israel                 | 1     | 1970.                                                                   |
| Kuwait                 | 1     | 1982.                                                                   |
| Irak                   | 1     | 1986.                                                                   |
| Emiratos Árabes Unidos | 1     | 1990.                                                                   |
| China                  | 1     | 2002.                                                                   |
| Catar                  | 1     | 2022.                                                                   |
| Uzbekistán             | 1     | 2026.                                                                   |
| Jordania               | 1     | 2026.                                                                   |

1. ↑  La selección de Australia perteneció a la OFC desde 1966 hasta 2006, hasta su posterior unión a la AFC en 2007. Siendo miembro de OFC, Australia clasificó a las Copas Mundiales de 1974 y 2006.
2. ↑  La FIFA considera que el equipo nacional de Indonesia sucede a la selección de  Indias Orientales Neerlandesas.
3. ↑  La selección de Israel perteneció a la AFC desde 1954 hasta 1974, hasta su posterior unión a UEFA en 1994.

## Clasificación de CAF para la Copa Mundial de Fútbol
| País                            | Part. | Mundiales                                       |
| ------------------------------- | ----- | ----------------------------------------------- |
| Camerún                         | 8     | 1982, 1990, 1994, 1998, 2002, 2010, 2014, 2022. |
| Nigeria                         | 6     | 1994, 1998, 2002, 2010, 2014, 2018.             |
| Marruecos                       | 6     | 1970, 1986, 1994, 1998, 2018, 2022.             |
| Túnez                           | 6     | 1978, 1998, 2002, 2006, 2018, 2022.             |
| Argelia                         | 4     | 1982, 1986, 2010, 2014.                         |
| Ghana                           | 4     | 2006, 2010, 2014, 2022.                         |
| Sudáfrica                       | 3     | 1998, 2002, 2010.                               |
| Costa de Marfil                 | 3     | 2006, 2010, 2014.                               |
| Egipto                          | 3     | 1934, 1990, 2018.                               |
| Senegal                         | 3     | 2002, 2018, 2022.                               |
| República Democrática del Congo | 1     | 1974.                                           |
| Angola                          | 1     | 2006.                                           |
| Togo                            | 1     | 2006.                                           |

1. ↑  La FIFA considera que el equipo nacional de República Democrática del Congo sucede a la selección de  Zaire.

## Clasificación de OFC para la Copa Mundial de Fútbol
| País          | Part. | Mundiales        |
| ------------- | ----- | ---------------- |
| Nueva Zelanda | 3     | 1982, 2010, 2026 |
| Australia     | 2     | 1974, 2006.      |

1. ↑  La selección de Australia perteneció a la OFC desde 1966 hasta 2006, uniéndose a la AFC en 2007.

## Estadísticas

### Plazas colocadas por confederación
Algunas aclaraciones los cupos otorgados:
- En todas las ediciones (con excepción de Italia 1934) el o los anfitriones no tuvieron que disputar el torneo eliminatorio y fueron directamente clasificados a la Copa del Mundo, aumentando los cupos de sus respectivas confederaciones.
- Hasta la edición Corea-Japón 2002, los vigentes campeones estaban clasificados automáticamente, por lo que no tenían que jugar el torneo eliminatorio. A partir de Alemania 2006 este cupo fue eliminado y debieron ganarse el derecho a participar de la próxima edición del campeonato mundial en cancha.
- Desde la introducción de los repechajes intercontinentales en Suecia 1958 hasta Catar 2022, los mismos consistieron en un cruce a partidos ida y vuelta entre dos países de distintas confederaciones por un cupo para la Copa del Mundo, con excepción de Estados Unidos 1994 donde 3 países se enfrentaron por un único cupo (los representantes de OFC y CONCACAF se enfrentaron en primera instancia, y el ganador se enfrentó con el clasificado de CONMEBOL). A partir de la edición Norteamérica 2026, los seis clasificados al repechaje se enfrentarán en un torneo intercontinental que entregará dos cupos para el campeonato mundial.
- Como celebración de los 100 años de la primera Copa del Mundo, la FIFA decidió realizar partidos honoríficos en Uruguay, Argentina y Paraguay durante la edición de España-Portugal-Marruecos 2030. Por esto, dichos países obtuvieron la clasificación automática a esa edición del torneo.

| Edición | OFC   | AFC        | CAF   | CONCACAF    | CONMEBOL      | UEFA       | Total |
| ------- | ----- | ---------- | ----- | ----------- | ------------- | ---------- | ----- |
| 1934    | 0     | 1          | 1     | 1           | 2             | 12         | 16    |
| 1938    | 0     | 1          | 0     | 1           | 1             | 11 + C + A | 16    |
| 1950    | 0     | 1          | 0     | 2           | 4 + A         | 7 + C      | 16    |
| 1954    | 0     | 1          | 0     | 1           | 1 + C         | 11 + A     | 16    |
| 1958    | 0     | R          | R     | 1           | 3             | 9 + R      | 16    |
| 1962    | 0     | R          | R     | R           | 3 + R + C + A | 9          | 16    |
| 1966    | 1     | 1          | 1     | 3 + C       | 1             | 9 + A      | 16    |
| 1970    | 1     | 1          | 1     | 1 + A       | 3             | 8 + C      | 16    |
| 1974    | 1     | 1          | 1     | 1           | 2 + R + C     | 8 + R + A  | 16    |
| 1978    | 1     | 1          | 1     | 1           | 2 + R + A     | 8 + R + C  | 16    |
| 1982    | 2     | 2          | 2     | 2           | 3 + C         | 13 + A     | 24    |
| 1986    | R     | 2          | 2     | 1 + A       | 4             | 12 + R + C | 24    |
| 1990    | R     | 2          | 2     | 2           | 2 + R + C     | 13 + A     | 24    |
| 1994    | R     | 2          | 3     | 1 + R + A   | 3 + R         | 12 + C     | 24    |
| 1998    | R     | 3 + R      | 5     | 3           | 4 + C         | 14 + A     | 32    |
| 2002    | R     | 2 + R + 2A | 5     | 3           | 4 + R         | 13 + R + C | 32    |
| 2006    | R     | 4 + R      | 5     | 3 + R       | 4 + R         | 13 + A     | 32    |
| 2010    | R     | 4 + R      | 5 + A | 3 + R       | 4 + R         | 13         | 32    |
| 2014    | R     | 4 + R      | 5     | 3 + R       | 4 + R + A     | 13         | 32    |
| 2018    | R     | 4 + R      | 5     | 3 + R       | 4 + R         | 13 + A     | 32    |
| 2022    | R     | 4 + R + A  | 5     | 3 + R       | 4 + R         | 13         | 32    |
| 2026    | 1 + R | 8 + R      | 9 + R | 3 + 2R + 3A | 6 + R         | 16         | 48    |
| 2030    |       |            | + A   |             | + 3H          | + 2A       | 48    |
| 2034    |       | + A        |       |             |               |            | 48    |

A: Cupo para el anfitrión.

C: Cupo para el campeón defensor.

R: Cupo para el repechaje.

H: Cupo honorífico.

### Participantes
| Edición | OFC | AFC | CAF | CONCACAF | CONMEBOL | UEFA | Total     | Partidos | Goles | Goles por Partido |
| ------- | --- | --- | --- | -------- | -------- | ---- | --------- | -------- | ----- | ----------------- |
| 1934    | 0   | 3   | 3   | 4        | 4        | 21   | 32 (-5)   | 27       | 141   | 5.22              |
| 1938    | 0   | 2   | 0   | 7        | 2        | 26   | 37 (-16)  | 22       | 96    | 4.36              |
| 1950    | 0   | 4   | 0   | 3        | 8        | 19   | 34 (-15)  | 26       | 121   | 4.65              |
| 1954    | 0   | 3   | 0   | 5        | 6        | 29   | 45 (-12)  | 57       | 208   | 3.65              |
| 1958    | 0   | 11  | 11  | 6        | 9        | 29   | 55 (-9)   | 89       | 341   | 3.83              |
| 1962    | 0   | 5   | 6   | 8        | 9        | 30   | 56 (-7)   | 92       | 325   | 3.53              |
| 1966    | 21  | 21  | 21  | 10       | 10       | 33   | 74 (-23)  | 127      | 393   | 3.09              |
| 1970    | 7   | 7   | 13  | 14       | 10       | 31   | 75 (-7)   | 172      | 542   | 3.15              |
| 1974    | 18  | 18  | 24  | 14       | 10       | 33   | 99 (-9)   | 226      | 620   | 2.74              |
| 1978    | 22  | 22  | 26  | 17       | 10       | 32   | 107 (-12) | 252      | 723   | 2.87              |
| 1982    | 21  | 21  | 29  | 15       | 10       | 34   | 109 (-6)  | 306      | 797   | 2.6               |
| 1986    | 4   | 27  | 29  | 18       | 10       | 33   | 121 (-11) | 308      | 801   | 2.6               |
| 1990    | 5   | 26  | 26  | 16       | 10       | 33   | 116 (-13) | 314      | 735   | 2.34              |
| 1994    | 7   | 29  | 40  | 23       | 9        | 39   | 147 (-17) | 497      | 1446  | 2.91              |
| 1998    | 10  | 36  | 38  | 30       | 10       | 50   | 174 (-6)  | 643      | 1922  | 2.99              |
| 2002    | 10  | 42  | 51  | 35       | 10       | 51   | 199 (-6)  | 777      | 2452  | 3.16              |
| 2006    | 12  | 39  | 51  | 34       | 10       | 52   | 198 (-4)  | 847      | 2464  | 2.91              |
| 2010    | 11  | 43  | 53  | 35       | 10       | 53   | 206 (-6)  | 853      | 2344  | 2.75              |
| 2014    | 11  | 43  | 51  | 35       | 10       | 53   | 203 (-2)  | 828      | 2303  | 2.78              |
| 2018    | 11  | 46  | 53  | 35       | 10       | 55   | 210 (-2)  | 871      | 2469  | 2.83              |
| 2022    | 7   | 46  | 54  | 34       | 10       | 55   | 206 (-8)  | 863      | 2418  | 2.8               |
| 2026    | 11  | 46  | 52  | 32       | 10       | 54   | 205 (-3)  |          |       |                   |
| 2030    |     |     |     |          |          |      |           |          |       |                   |
| 2034    |     |     |     |          |          |      |           |          |       |                   |

En la sección Total se aclara también cuantos equipos se retiraron o fueron expulsados del proceso clasificatorio.

### Máximos goleadores
| \| Pos. \| Jugador \| Goles \| Partidos \| Promedio \| Clasificaciones disputadas \| \| ----------------------------------------- \| ------------------ \| ----- \| -------- \| -------- \| ----------------------------------------------------------- \| \| 1 \| Carlos Ruiz \| 39 \| 47 \| 0.83 \| 2002 (8), 2006 (10), 2010 (6), 2014 (6), 2018 (9) \| \| 2 \| Cristiano Ronaldo \| 36 \| 47 \| 0.77 \| 2006 (7), 2010 (0), 2014 (8), 2018 (15), 2022 (6) \| \| 3 \| Ali Daei \| 35 \| 51 \| 0.69 \| 1994 (7), 1998 (9), 2002 (10), 2006 (9) \| \| 4 \| Lionel Messi \| 34 \| 69 \| 0.49 \| 2006 (0), 2010 (4), 2014 (10), 2018 (7), 2022 (7), 2026 (6) \| \| 5 \| Robert Lewandowski \| 31 \| 39 \| 0.79 \| 2010 (2), 2014 (3), 2018 (16), 2022 (9), 2026 (1) \| \| 6 \| Chris Wood \| 29 \| 31 \| 0.94 \| 2014 (7), 2018 (8), 2022 (5), 2026 (9) \| \| = \| Luis Suárez \| 29 \| 64 \| 0.45 \| 2010 (5), 2014 (11), 2018 (5), 2022 (8), 2026 (0) \| \| 8 \| Karim Bagheri \| 28 \| 29 \| 0.97 \| 1998 (19), 2002 (8), 2010 (1) \| \| 9 \| Kazu Miura \| 27 \| 25 \| 1.08 \| 1994 (13), 1998 (14) \| \| = \| Sardar Azmoun \| 27 \| 40 \| 0.68 \| 2018 (11), 2022 (10), 2026 (6) \| \| 11 \| Andriy Shevchenko \| 26 \| 40 \| 0.65 \| 1998 (4), 2002 (10), 2006 (6), 2010 (6) \| \| 12 \| Edin Džeko \| 25 \| 38 \| 0.66 \| 2010 (9), 2014 (10), 2018 (3), 2022 (3), 2026 (0) \| \| = \| Carlos Pavón \| 25 \| 37 \| 0.68 \| 1998 (2), 2002 (15), 2006 (1), 2010 (7) \| \| = \| Tim Cahill \| 25 \| 37 \| 0.68 \| 2006 (7), 2010 (4), 2014 (3), 2018 (11) \| \| = \| Son Heung-min \| 25 \| 46 \| 0.54 \| 2014 (1), 2018 (7), 2022 (7), 2026 (10) \| \| 16 \| Ali Mabkhout \| 24 \| 32 \| 0.75 \| 2018 (7), 2022 (14), 2026 (3) \| \| = \| Mehdi Taremi \| 24 \| 41 \| 0.59 \| 2018 (8), 2022 (7), 2026 (9) \| \| 18 \| Jared Borgetti \| 23 \| 24 \| 0.96 \| 2002 (6), 2006 (14), 2010 (3) \| \| = \| Marcelo Martins \| 22 \| 64 \| 0.34 \| 2010 (7), 2014 (4), 2018 (1), 2022 (10), 2026 (0) \| \| 20 \| Paulo Wanchope \| 21 \| 37 \| 0.57 \| 1998 (6), 2002 (7), 2006 (8) \| \| 21 \| Archie Thompson \| 20 \| 16 \| 1.25 \| 2002 (16), 2006 (2), 2010 (0), 2014 (2) \| \| = \| Wu Lei \| 20 \| 39 \| 0.51 \| 2018 (3), 2022 (12), 2026 (5) \| \| = \| Stern John \| 20 \| 49 \| 0.41 \| 1998 (3), 2002 (3), 2006 (12), 2010 (2) \| \| = \| Alexis Sánchez \| 20 \| 61 \| 0.33 \| 2010 (3), 2014 (4), 2018 (7), 2022 (6), 2026 (0) \| \| Última actualización: 25 de marzo de 2025 \| \| \| \| \| \| |                    |       |          |          |                                                             |
| Pos. | Jugador            | Goles | Partidos | Promedio | Clasificaciones disputadas                                  |
| 1 | Carlos Ruiz        | 39    | 47       | 0.83     | 2002 (8), 2006 (10), 2010 (6), 2014 (6), 2018 (9)           |
| 2 | Cristiano Ronaldo  | 36    | 47       | 0.77     | 2006 (7), 2010 (0), 2014 (8), 2018 (15), 2022 (6)           |
| 3 | Ali Daei           | 35    | 51       | 0.69     | 1994 (7), 1998 (9), 2002 (10), 2006 (9)                     |
| 4 | Lionel Messi       | 34    | 69       | 0.49     | 2006 (0), 2010 (4), 2014 (10), 2018 (7), 2022 (7), 2026 (6) |
| 5 | Robert Lewandowski | 31    | 39       | 0.79     | 2010 (2), 2014 (3), 2018 (16), 2022 (9), 2026 (1)           |
| 6 | Chris Wood         | 29    | 31       | 0.94     | 2014 (7), 2018 (8), 2022 (5), 2026 (9)                      |
| = | Luis Suárez        | 29    | 64       | 0.45     | 2010 (5), 2014 (11), 2018 (5), 2022 (8), 2026 (0)           |
| 8 | Karim Bagheri      | 28    | 29       | 0.97     | 1998 (19), 2002 (8), 2010 (1)                               |
| 9 | Kazu Miura         | 27    | 25       | 1.08     | 1994 (13), 1998 (14)                                        |
| = | Sardar Azmoun      | 27    | 40       | 0.68     | 2018 (11), 2022 (10), 2026 (6)                              |
| 11 | Andriy Shevchenko  | 26    | 40       | 0.65     | 1998 (4), 2002 (10), 2006 (6), 2010 (6)                     |
| 12 | Edin Džeko         | 25    | 38       | 0.66     | 2010 (9), 2014 (10), 2018 (3), 2022 (3), 2026 (0)           |
| = | Carlos Pavón       | 25    | 37       | 0.68     | 1998 (2), 2002 (15), 2006 (1), 2010 (7)                     |
| = | Tim Cahill         | 25    | 37       | 0.68     | 2006 (7), 2010 (4), 2014 (3), 2018 (11)                     |
| = | Son Heung-min      | 25    | 46       | 0.54     | 2014 (1), 2018 (7), 2022 (7), 2026 (10)                     |
| 16 | Ali Mabkhout       | 24    | 32       | 0.75     | 2018 (7), 2022 (14), 2026 (3)                               |
| = | Mehdi Taremi       | 24    | 41       | 0.59     | 2018 (8), 2022 (7), 2026 (9)                                |
| 18 | Jared Borgetti     | 23    | 24       | 0.96     | 2002 (6), 2006 (14), 2010 (3)                               |
| = | Marcelo Martins    | 22    | 64       | 0.34     | 2010 (7), 2014 (4), 2018 (1), 2022 (10), 2026 (0)           |
| 20 | Paulo Wanchope     | 21    | 37       | 0.57     | 1998 (6), 2002 (7), 2006 (8)                                |
| 21 | Archie Thompson    | 20    | 16       | 1.25     | 2002 (16), 2006 (2), 2010 (0), 2014 (2)                     |
| = | Wu Lei             | 20    | 39       | 0.51     | 2018 (3), 2022 (12), 2026 (5)                               |
| = | Stern John         | 20    | 49       | 0.41     | 1998 (3), 2002 (3), 2006 (12), 2010 (2)                     |
| = | Alexis Sánchez     | 20    | 61       | 0.33     | 2010 (3), 2014 (4), 2018 (7), 2022 (6), 2026 (0)            |
| Última actualización: 25 de marzo de 2025 |                    |       |          |          |                                                             |

### Mayores goleadas
| Selección        | Resultado | Selección              | Clasificatorio | Proceso                    |
| ---------------- | --------- | ---------------------- | -------------- | -------------------------- |
| Australia        | 31 - 0    | Samoa Americana        | OFC            | Corea del Sur y Japón 2002 |
| Tonga            | 0 - 22    | Australia              | OFC            | Corea del Sur y Japón 2002 |
| Irán             | 19 - 0    | Guam                   | AFC            | Corea del Sur y Japón 2002 |
| Maldivas         | 0 - 17    | Irán                   | AFC            | Francia 1998               |
| Tayikistán       | 16 - 0    | Guam                   | AFC            | Corea del Sur y Japón 2002 |
| Fiyi             | 16 - 0    | Tuvalu                 | OFC            | Sudáfrica 2010             |
| Samoa Americana  | 0 - 15    | Vanuatu                | OFC            | Sudáfrica 2010             |
| Catar            | 15 - 0    | Bután                  | AFC            | Rusia 2018                 |
| Irán             | 14 - 0    | Camboya                | AFC            | Catar 2022                 |
| Mongolia         | 0 - 14    | Japón                  | AFC            | Catar 2022                 |
| Nueva Zelanda    | 13 - 0    | Fiyi                   | AFC y OFC      | España 1982                |
| Australia        | 13 - 0    | Islas Salomón          | OFC            | Francia 1998               |
| Fiyi             | 13 - 0    | Samoa Americana        | OFC            | Corea del Sur y Japón 2002 |
| Bermudas         | 13 - 0    | Montserrat             | CONCACAF       | Alemania 2006              |
| Anguila          | 0 - 13    | Panamá                 | CONCACAF       | Catar 2022                 |
| Alemania Federal | 12 - 0    | Chipre                 | UEFA           | México 1970                |
| Siria            | 12 - 0    | Maldivas               | AFC            | Francia 1998               |
| Maldivas         | 0 - 12    | Siria                  | AFC            | Francia 1998               |
| Siria            | 12 - 0    | Filipinas              | AFC            | Corea del Sur y Japón 2002 |
| Omán             | 12 - 0    | Laos                   | AFC            | Corea del Sur y Japón 2002 |
| Brunéi           | 0 - 12    | Emiratos Árabes Unidos | AFC            | Corea del Sur y Japón 2002 |
| Maldivas         | 12 - 0    | Mongolia               | AFC            | Alemania 2006              |
| El Salvador      | 12 - 0    | Anguila                | CONCACAF       | Sudáfrica 2010             |
| China            | 12 - 0    | Bután                  | AFC            | Rusia 2018                 |